# Escobar (partido)
Escobar (Partido de Belén de Escobar) is een partido in de Argentijnse provincie Buenos Aires. Het bestuurlijke gebied telt 213.619 inwoners.

## Bevolking
De bevolking van de partido is sinds 1960 verachtvoudigd.
| Jaar | Bevolking |
| ---- | --------- |
| 1960 | 28.386    |
| 1970 | 46.150    |
| 1980 | 81.385    |
| 1991 | 128.421   |
| 2001 | 178.155   |
| 2010 | 213.619   |

## Gasterminal
In 2009 werd het besluit genomen om in het noorden van de partido, aan de Paraná rivier, een FSRU voor vloeibaar aardgas aan te leggen. De FRSU is een gastanker waarin vloeibaar aardgas (lng) tijdelijk kan worden opgeslagen en die over faciliteiten beschikt om het gasvormig te maken. FSRU staat voor Floating Storage Regasification Unit.
Argentinië is een belangrijke producent van aardgas, maar produceert niet genoeg om in de eigen behoefte volledig te voorzien. Het importeert aardgas via de pijplijn uit Bolivia en heeft al een installatie in Bahia Blanca om lng te importeren, maar dit was onvoldoende. Medio 2011 kwam de installatie bij Escobar in gebruik. Per dag kan 500 miljoen kubieke voet ofwel zo’n 5 miljard m³ aardgas op jaarbasis in het nationale pijpleidingennetwerk worden gepompt. De locatie is gunstig vanwege de rivier die bevaarbaar is voor de grote gastankers en ligt tussen de twee grote gasconsumptiecentra van het land, Buenos Aires en Rosario.

## Plaatsen in partido Escobar
- Barrio 24 de Febrero
- Belén de Escobar
- El Cazador
- Garín
- Loma Verde
- Maquinista F. Savio Este
- Maschwitz
- Matheu
- Puerto Paraná